# Opzetstuk
Een opzetstuk is een algemene benaming voor een toevoeging aan een bestaand object, wat op het bestaande object vastgezet kan worden.

## Polsstokverspringen
Binnen het polsstokverspringen wordt een opzetstuk (ook wel topjes) gebruikt om een polsstok langer te maken. Zo'n opzetstuk wordt in de polsstok of over de polsstok hen geschoven, en vastgezet met bijvoorbeeld ducttape. Het doel van het gebruik van opzetstukken op de polsstok is om een grotere afstand te kunnen overbruggen. Aangezien het springen moeilijker wordt naarmate de polsstok langer wordt, zal een minder getalenteerde springer met een kortere polsstok willen springen dan een getalenteerde springer. Ook de vorm van de dag en de windinvloed spelen een rol bij de keuze van de totale lengte van de polsstok. Er zijn opzetstukken met een lengte van zo'n 30 cm tot een lengte van zo'n 2 meter. Bij wedstrijden is het in verband met de veiligheid uitsluitend toegestaan om met goedgekeurde opzetstukken te springen.

## Brandweer
Ook bij de brandweer wordt een opzetstuk gebruikt. Dit is een aansluitstuk voor een ondergrondse brandkraan (gewoon leidingwater, wordt door de brandweer gebruikt als bluswater.) Een opzetstuk is altijd voorzien van 2 persaansluitingen, waar een brandweerslang kan worden aangesloten.